# Accident d'autobus des Éboulements de 1997
L'accident d'autobus des Éboulements de 1997 est un accident de la route survenu le 13 octobre 1997 dans la municipalité des Éboulements au Québec, Canada. Avec 44 morts, il s'agit de l'accident routier le plus meurtrier de l'histoire du Canada.

## Contexte
Le 1er juin 1974, un accident similaire survient lorsqu'un autobus transportant des membres du Club de l'âge d'or de La Tuque plonge dans un ravin au bas de la grande côte des Éboulements. Cet accident cause la mort de 13 personnes et blesse 24 autres.
Le 13 octobre 1997, au matin, l'autobus de la compagnie Autobus Mercier quitte le village de Saint-Bernard-de-Beauce, transportant 47 membres du Club de l'âge d'or vers l'Île aux Coudres. À ce moment-là, les freins de l'autobus ne fonctionnent qu'à 30 % de leur capacité. Le conducteur, André Desruisseaux, qui travaille plus de 50 heures par semaine, a dormi moins de cinq heures la nuit précédente.

## L'accident
Vers 13 h 45, l'autobus emprunte la Côte des éboulements qui comporte une pente raide et une courbe serrée. Toutefois, le conducteur ne réussit pas à ralentir et défonce le garde-corps, plongeant alors dans le vide. 
Le véhicule atterrit environ 10 mètres plus bas et glisse sur son côté droit dans un ravin jusqu'à une voie ferrée surélevée où il s'immobilise. L'impact de la chute projette violemment les occupants à l'intérieur du véhicule, en blessant la plupart d'entre eux mortellement.

## Enquête et recommandations

### Causes
Le 23 mars 1999, le coroner rend public son rapport final sur l'accident. Selon le rapport, la cause de l'accident a été attribuée à une défaillance des freins. Le coroner indique que les freins ne fonctionnaient qu'à 30% de leur capacité initiale et que le propriétaire de la compagnie ne possédait pas les compétences nécessaires pour gérer sa flotte d'autobus. Le rapport mentionne également que la fatigue du conducteur aurait contribué à l'accident et pointe du doigt l'incapacité de la SAAQ à gérer les dossiers des transporteurs dangereux. 
Il note également que seulement deux semaines avant l'accident, le conducteur s'était présenté dans un garage de Montréal pour faire inspecter les freins de l'autobus, mais qu'aucun ajustement n'a été fait.

### Contrôle routier Québec
Luc Malouin recommande au gouvernement de retirer à la SAAQ la gestion de Contrôle routier Québec et de la confier à la Sûreté du Québec. Cependant, le Conseil des ministres ne retient pas cette option et décide, en septembre 1999, de transformer le CRQ en une unité autonome de services (UAS) rattachée à la SAAQ. À la suite de ce changement de structure, le nombre de contrôleurs passe de 185 à plus de 300. 
Le coroner recommande également que la SAAQ applique plus rigoureusement le règlement sur les heures de conduite et de travail des conducteurs de véhicules lourds.

## Corrections

### Reconfiguration de la côte
Le 7 avril 1998, le ministre des Transports, Jacques Brassard, annonce un projet évalué à 9 millions de dollars pour la reconfiguration de la Grande Côte des Éboulements. Ce projet prévoit notamment une déviation de 700 mètres afin d'éliminer la courbe serrée où ont eu lieu les deux accidents d'autobus.
Les travaux débutent en juin 1999, mais le projet est rapidement confronté à des contestations judiciaires pour des raisons environnementales. En juin 2000, la Cour suprême du Canada rejette l'appel des plaignants, mettant ainsi fin au dossier. Les travaux se terminent environ deux mois plus tard.